# Cellarinella rogickae
Cellarinella rogickae is een mosdiertjessoort uit de familie van de Sclerodomidae. De wetenschappelijke naam van de soort is voor het eerst geldig gepubliceerd in 1965 door Moyano.